# Spór akomodacyjny

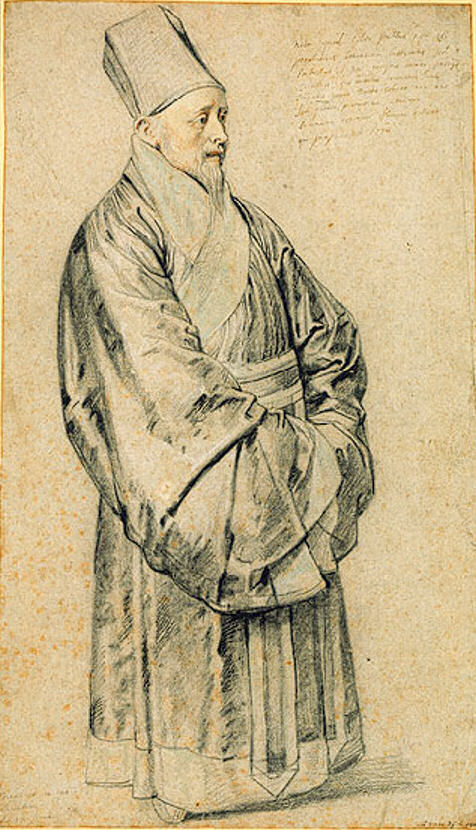
Jezuicki misjonarz Nicolas Trigault w tradycyjnym chińskim stroju

Spór akomodacyjny – konflikt trwający w XVII i XVIII wieku pomiędzy jezuitami a innymi zgromadzeniami dotyczący metod działalności misyjnej.

## Tło konfliktu
Pod koniec XVI wieku jezuici rozpoczęli działalność ewangelizacyjną w Chinach. Początkowo jako jedyni mieli prawo do prowadzenia tam misji. Stosowali oni akomodację – tłumaczyli Biblię, księgi liturgiczne, dostosowywali chrześcijaństwo do zwyczajów chińskich. W 1608 r. do Chin dotarły zakony żebrzące – franciszkanie i dominikanie. Odrzucali oni metody przyjęte przez jezuitów, preferując bardziej tradycyjne metody chrystianizacji. W wyniku nieudanych prób przedyskutowania problemu doszło do konfliktu pomiędzy obiema stronami.
Jednym z najpoważniejszych punktów sporu była kwestia, jakim imieniem w tłumaczeniu na chiński nazywać chrześcijańskiego Boga. Początkowo w powszechnym użyciu były zapożyczone z wierzeń chińskich terminy Shangdi (上帝; Najwyższy Władca) oraz Shen (神; bóstwo, duch). Ostatecznie przyjęty został zaproponowany przez jezuitów neologizm Tianzhu (天主), czyli Pan Niebios, od którego wywodzi się chińska nazwa katolicyzmu tianzhujiao (天主教).

## Pierwsze stanowisko Stolicy Apostolskiej

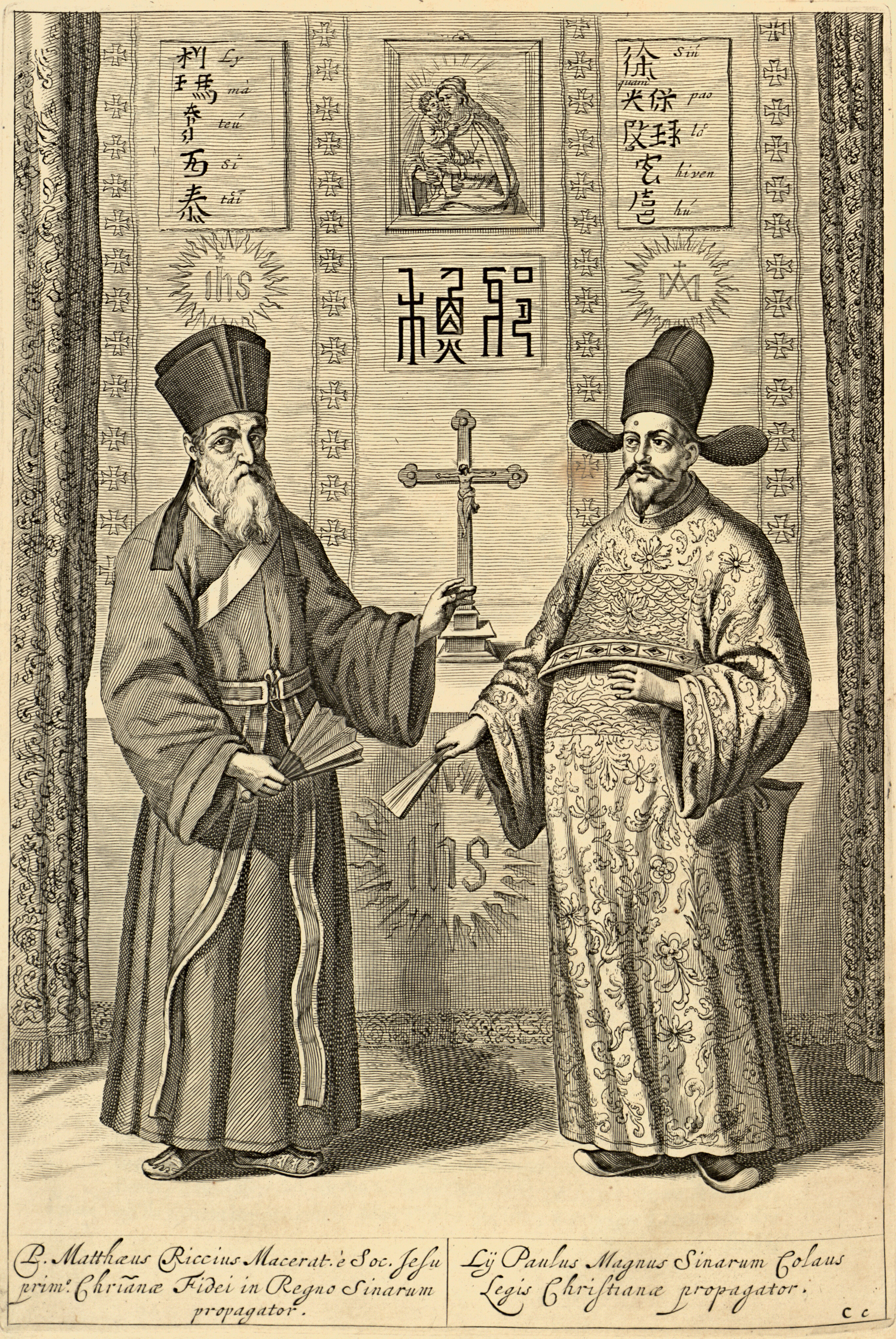
Włoski jezuita Matteo Ricci (chin. Li Madou) i nawrócony przez niego chiński matematyk Xu Guangqi

W 1645 roku konflikt przeniósł się do Stolicy Apostolskiej. Na podstawie niepełnych informacji zawartych w skargach wysyłanych przez dominikanów i franciszkanów Kongregacja Rozkrzewiania Wiary potępiła ryty chińskie i zabroniła ich stosowania.

## Ustępstwa papieża
W odpowiedzi na stanowisko Stolicy Apostolskiej jezuici wysłali do Rzymu delegację w celu objaśnienia stosowanych przez siebie metod ewangelizacyjnych. W efekcie papież Klemens IX częściowo uchylił zakaz stosowania akomodacji.

## Eskalacja konfliktu
Stanowisko Stolicy Apostolskiej nie rozwiązało konfliktu. W 1705 roku do Pekinu dotarł legat papieski Karol de Tournon. Był on przeciwny stosowaniu akomodacji. Ponieważ cesarz Kangxi zagroził wydaleniem z kraju misjonarzy, którzy nie będą jej stosowali, legat wydał dekret zakazujący akomodacji pod groźbą ekskomuniki. Został on odebrany przez Chińczyków jako obelga godząca w ich obyczaje i kulturę. Cesarz deportował de Tournona do Makau, gdzie też został uwięziony i zmarł. W ramach protestu również część misjonarzy została odesłana do Rzymu. Urażony papież Klemens XI w 1714 roku ostatecznie zakazał stosowania rytów chińskich. Odpowiedź cesarza była równie definitywna – wydalił on z kraju wszystkich misjonarzy i zakazał dalszego propagowania chrześcijaństwa.

## Skutki konfliktu
Dla chrześcijaństwa w Chinach spór akomodacyjny okazał się poważnym ciosem. Religia, która bardzo szybko rozprzestrzeniała się na tych ziemiach, stała się teraz obiektem prześladowań. Misjonarze chrześcijańscy powrócili do Chin dopiero w drugiej połowie XIX wieku.

## Czasy obecne
W dzisiejszych czasach akomodacja i inkulturacja są powszechnie stosowanymi metodami ewangelizacyjnymi.